# Гессур

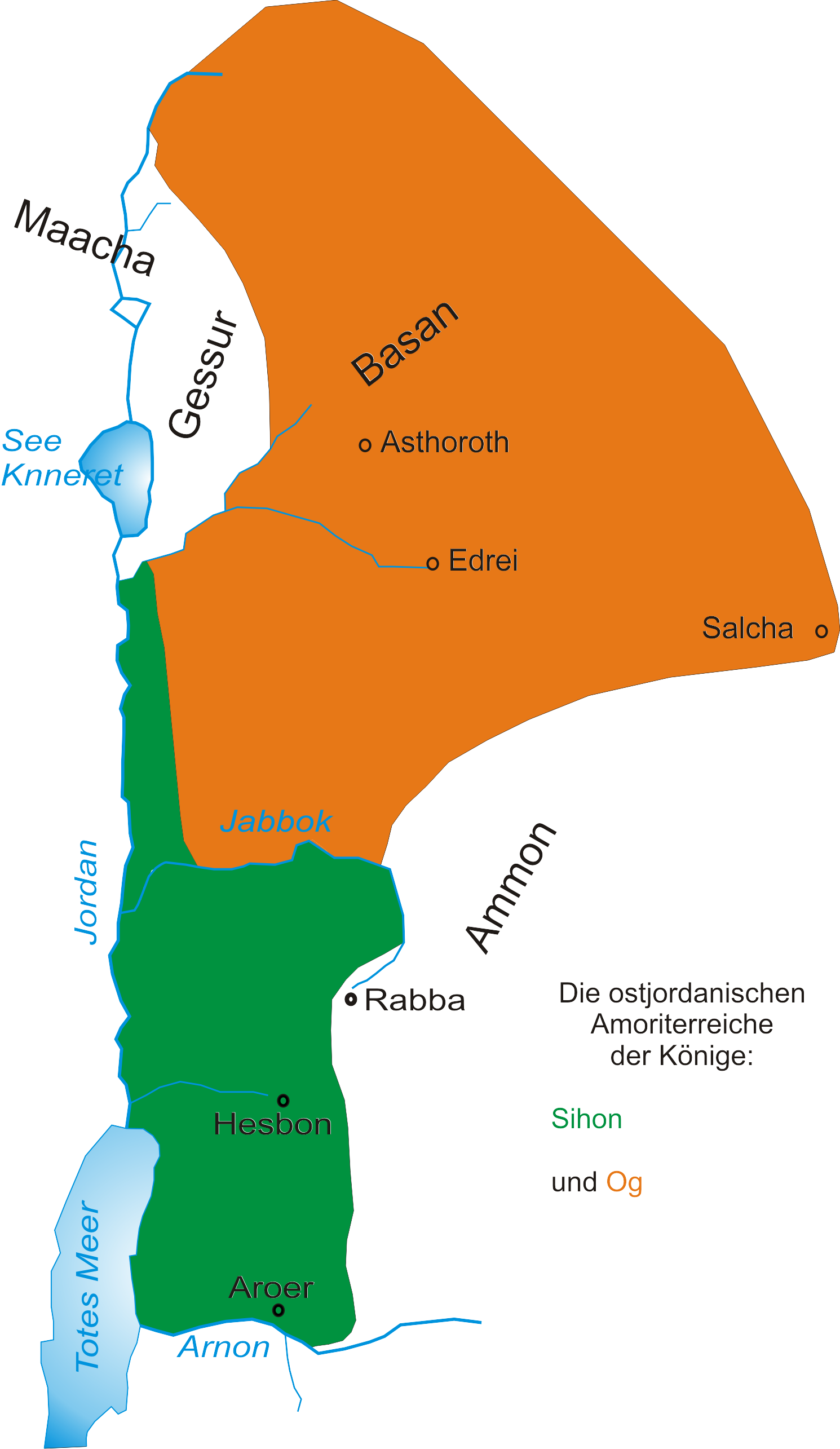
Гессур к востоку от Галиле́йского моря.

Гессур, также Гешур и Арам-Гешур (с древнееврейского «вид долины» или «мост»; лат. Gessur) — историческая область Леванта на юге Голанских высот на западном побережье реки Иордан и Галилейского моря. Граничила с Васаном (Втор. 3:14). Административным центром области была Вифсаида. Упомянута в Библии в связи с завоевательными походами Иисуса Навина (Нав. 13:2).
В годы правления израильского царя Давида Гессур представлял собой самостоятельное царство во главе с Фалмаем, сыном Емиуда, к которому бежал Авессалом, спасаясь от гнева своего отца — Давида (2Цар. 13:37). Авессалом приходился внуком Фалмаю (чья дочь Мааха была одной из жён Давида).